# Tralles (kráter)

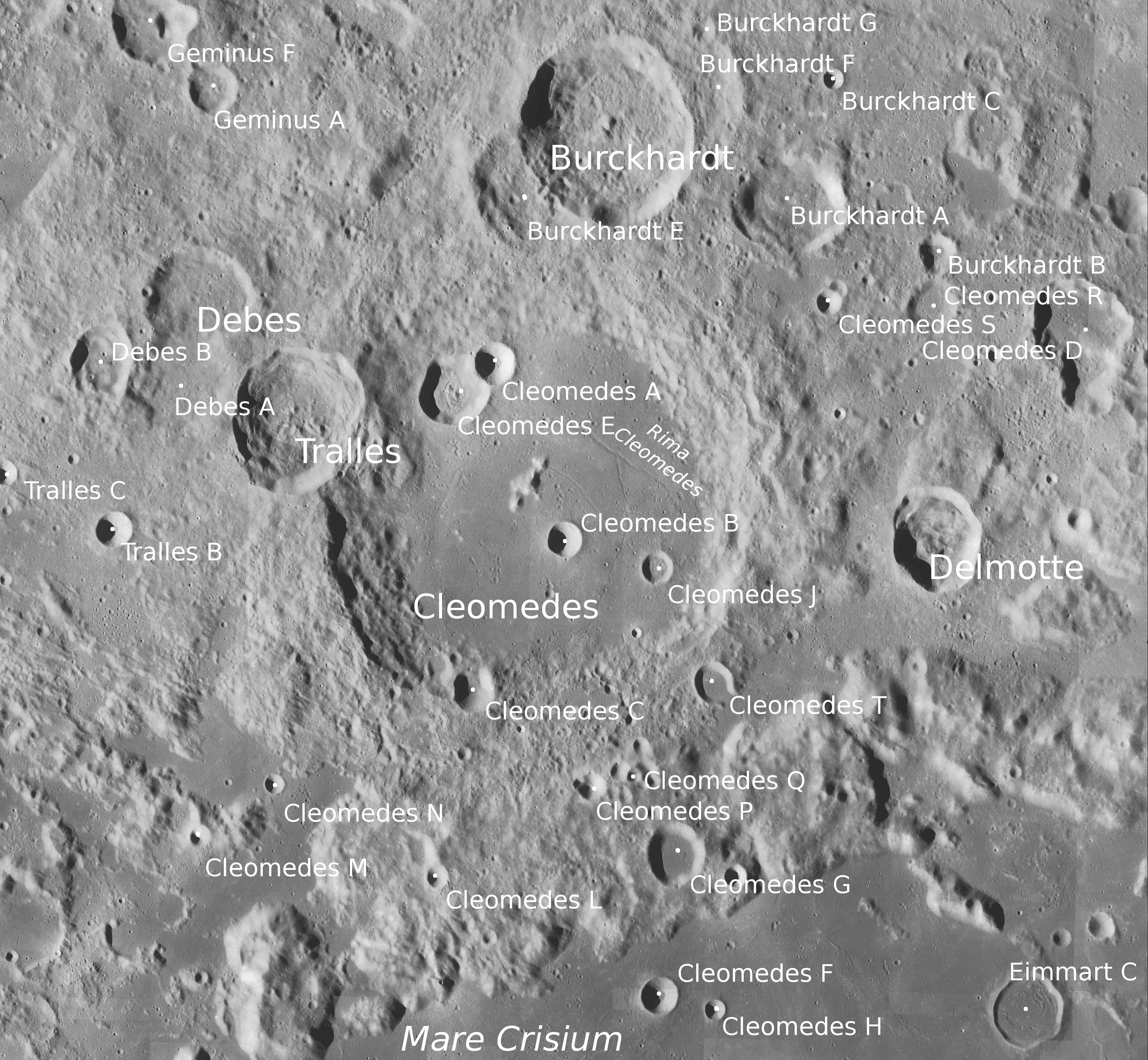
Kráter Tralles a okolí.

Tralles je impaktní kráter nacházející se poblíž severozápadního okraje Mare Crisium (Moře nepokojů) na přivrácené straně Měsíce. Má průměr 43 km, pojmenován je podle německého fyzika Johanna Georga Trallese. Má nepravidelný tvar a narušuje severozápadní okrajový val velkého kráteru Cleomedes.
V blízkosti (severozápadním směrem) se nachází kráter Debes, severovýchodně leží kráter Burckhardt.

## Satelitní krátery
V okolí kráteru se nachází několik menších kráterů. Ty byly označeny podle zavedených zvyklostí jménem hlavního kráteru a velkým písmenem abecedy.
| Tralles | Sel. šířka | Sel. délka | Průměr |
| ------- | ---------- | ---------- | ------ |
| A       | 27.5° S    | 47.0° V    | 18 km  |
| B       | 27.3° S    | 50.6° V    | 11 km  |
| C       | 27.8° S    | 49.4° V    | 7 km   |